# Francisco Sousa dos Santos
Francisco Sousa dos Santos, mais conhecido como Chiquinho, (Caxias, 27 de julho de 1989), é um futebolista brasileiro que atua como lateral-esquerdo, meia ou atacante. Atualmente, joga pelo CRAC de Catalão.

## Carreira

### Categorias de base
Descoberto no Maranhense de Caxias em sua cidade natal, Chiquinho atuou nas bases do CFZ de Brasília, América Mineiro e Brasiliense antes de chegar no Atlético Mineiro, em 2004.

### Atlético Mineiro
Chiquinho chegou ao time profissional em 2009, lançado pelo então técnico do Atlético Mineiro Emerson Leão. Na sua passagem pela equipe principal do Galo foram 11 jogos e 1 gol marcado.

### Tupi
No começo de 2010, foi emprestado ao Tupi para ganhar experiência.

### Coimbra
Ainda em 2010, Chiquinho teve seus direitos econômicos adquiridos pelo Coimbra, utilizado pelo Banco BMG para registrar atletas.

### Ipatinga
Logo após ter sido contratado pelo Coimbra, Chiquinho foi repassado por empréstimo ao Ipatinga, por onde atuou até o fim de 2011.

### Nova Iguaçu
Ainda em dezembro de 2011, acertou com o Nova Iguaçu por empréstimo. Atuou em 17 partidas do Campeonato Carioca de 2012.

### Retorno ao Ipatinga
Voltou ao Ipatinga novamente por empréstimo para a disputa do Campeonato Brasileiro de 2012 - Série B. Polivalente e veloz, chamou atenção de clubes da Série A.

### Corinthians
Foi contratado de forma emergencial pelo Corinthians para suprir a saída de Ramon para o Flamengo, tornando-se o reserva direto de Fábio Santos no restante do Brasileirão 2012 - Série A. Chiquinho havia assinado por empréstimo até o fim de 2013, com opção de compra dos 100% dos direitos econômicos do jogador ao fim do contrato. Não teve muitas oportunidades e em 6 meses fez apenas 3 jogos com a camisa corinthiana. Pouco aproveitado rescindiu seu contrato com o Timão no início de 2013.

### Ponte Preta
Após rescindir com o Corinthians, Chiquinho fechou por empréstimo de um ano com a Ponte Preta, tendo a Macaca a preferência de renovação e compra do jogador. Despertou o interesses de diversos clubes brasileiros na campanha do vice-campeonato da Copa Sul-Americana com a Macaca.

### Fluminense
Na temporada 2014, Chiquinho acertou com o Tricolor Carioca para as disputas do Campeonato Carioca, da Copa do Brasil, do Campeonato Brasileiro e da Copa Sul-Americana. O contrato foi de empréstimo e teve duração de um ano.

### Santos
Em 8 de janeiro de 2015, Chiquinho foi anunciado como reforço pelo Santos. O Peixe acertou um empréstimo gratuito de um ano e se responsabilizou pelos pagamentos dos salários e das luvas. Ao fim do ano, o Peixe decidiu não renovar com o atleta.

### Flamengo
Após não renovar com o Santos, Chiquinho revelou que estava por detalhes para acertar com Flamengo.
| “ | Faltam alguns detalhes. Falta o BMG, que tem a minha porcentagem, dar ok ao Flamengo. Expectativa de voltar a jogar em um time grande novamente. Agradeço ao Santos por ter aberto as portas. Fui campeão paulista. Agradeço à diretoria do Santos que me apoiou. Dei meu máximo sempre. | ” |

A declaração acabou causando polêmica entre os santistas ao dar a entender que o Santos seria um "clube pequeno", vendo a repercussão negativa, o lateral esquerdo deu uma declaração junto com um pedido de desculpas aos torcedores santistas, também exaltando a importância do clube no futebol brasileiro.
| “ | Foi um mal-entendido, todo mundo sabe da grandeza do Santos, em momento nenhum eu quis diminuir o Santos. Quero pedir desculpas pelo mal-entendido, em momento algum desprezei a torcida e o Santos. Tenho de agradecer a oportunidade, fui bem recebido e sempre dei meu máximo. Espero, quem sabe, um dia voltar. Estou saindo de um time grande para ir para o outro grande. | ” |

No dia 6 de janeiro de 2016 chegou ao Rio de Janeiro para a realizar exames médicos e assinar contrato de empréstimo por um ano com o Rubro-Negro.

## Estatísticas
Até 23 de outubro de 2016.

### Clubes
| Clube             | Temporada         | Campeonato nacional | Campeonato nacional | Campeonato nacional | Copa nacional[a] | Copa nacional[a] | Copa nacional[a] | Competições continentais[b] | Competições continentais[b] | Competições continentais[b] | Outros torneios[c] | Outros torneios[c] | Outros torneios[c] | Total | Total | Total   |
| Clube             | Temporada         | Jogos               | Gols                | Assist.             | Jogos            | Gols             | Assist.          | Jogos                       | Gols                        | Assist.                     | Jogos              | Gols               | Assist.            | Jogos | Gols  | Assist. |
| ----------------- | ----------------- | ------------------- | ------------------- | ------------------- | ---------------- | ---------------- | ---------------- | --------------------------- | --------------------------- | --------------------------- | ------------------ | ------------------ | ------------------ | ----- | ----- | ------- |
| Atlético Mineiro  | 2009              | 1                   | 0                   | 0                   | —                | —                | —                | 2                           | 0                           | 0                           | 8                  | 1                  | 0                  | 11    | 1     | 0       |
| Atlético Mineiro  | Total             | 1                   | 0                   | 0                   | 0                | 0                | 0                | 2                           | 0                           | 0                           | 8                  | 1                  | 0                  | 11    | 1     | 0       |
| Tupi              | 2010              | —                   | —                   | —                   | —                | —                | —                | —                           | —                           | —                           | 10                 | 3                  | 0                  | 10    | 3     | 0       |
| Tupi              | Total             | 0                   | 0                   | 0                   | 0                | 0                | 0                | 0                           | 0                           | 0                           | 10                 | 3                  | 0                  | 10    | 3     | 0       |
| Ipatinga          | 2010              | 17                  | 0                   | 0                   | —                | —                | —                | —                           | —                           | —                           | —                  | —                  | —                  | 17    | 0     | 0       |
| Ipatinga          | 2011              | 10                  | 3                   | 0                   | 4                | 1                | 0                | —                           | —                           | —                           | 10                 | 0                  | 0                  | 24    | 4     | 0       |
| Ipatinga          | Total             | 27                  | 3                   | 0                   | 4                | 1                | 0                | 0                           | 0                           | 0                           | 10                 | 0                  | 0                  | 41    | 4     | 0       |
| Nova Iguaçu       | 2012              | —                   | —                   | —                   | —                | —                | —                | —                           | —                           | —                           | 17                 | 0                  | 0                  | 17    | 0     | 0       |
| Nova Iguaçu       | Total             | 0                   | 0                   | 0                   | 0                | 0                | 0                | 0                           | 0                           | 0                           | 17                 | 0                  | 0                  | 17    | 0     | 0       |
| Ipatinga          | 2012              | 14                  | 3                   | 1                   | —                | —                | —                | —                           | —                           | —                           | —                  | —                  | —                  | 14    | 3     | 1       |
| Ipatinga          | Total             | 14                  | 3                   | 1                   | 0                | 0                | 0                | 0                           | 0                           | 0                           | 0                  | 0                  | 0                  | 14    | 3     | 1       |
| Corinthians       | 2012              | 3                   | 0                   | 0                   | —                | —                | —                | —                           | —                           | —                           | —                  | —                  | —                  | 3     | 0     | 0       |
| Corinthians       | Total             | 3                   | 0                   | 0                   | 0                | 0                | 0                | 0                           | 0                           | 0                           | 0                  | 0                  | 0                  | 3     | 0     | 0       |
| Ponte Preta       | 2013              | 26                  | 1                   | 5                   | 2                | 0                | 1                | 8                           | 1                           | 0                           | 19                 | 4                  | 1                  | 55    | 6     | 7       |
| Ponte Preta       | Total             | 26                  | 1                   | 5                   | 2                | 0                | 1                | 8                           | 1                           | 0                           | 19                 | 4                  | 1                  | 55    | 6     | 7       |
| Fluminense        | 2014              | 26                  | 1                   | 2                   | 4                | 0                | 2                | 2                           | 0                           | 0                           | 15                 | 1                  | 1                  | 47    | 2     | 5       |
| Fluminense        | Total             | 26                  | 1                   | 2                   | 4                | 0                | 2                | 2                           | 0                           | 0                           | 15                 | 1                  | 1                  | 47    | 2     | 5       |
| Santos            | 2015              | 10                  | 0                   | 0                   | 3                | 0                | 0                | —                           | —                           | —                           | 11                 | 1                  | 3                  | 24    | 1     | 3       |
| Santos            | Total             | 10                  | 0                   | 0                   | 3                | 0                | 0                | 0                           | 0                           | 0                           | 11                 | 1                  | 3                  | 24    | 1     | 3       |
| Flamengo          | 2016              | 7                   | 0                   | 0                   | 0                | 0                | 0                | 3                           | 0                           | 0                           | 8                  | 0                  | 1                  | 18    | 0     | 1       |
| Flamengo          | Total             | 7                   | 0                   | 0                   | 0                | 0                | 0                | 3                           | 0                           | 0                           | 8                  | 0                  | 1                  | 18    | 0     | 1       |
| Total na carreira | Total na carreira | 114                 | 8                   | 8                   | 13               | 1                | 3                | 15                          | 1                           | 0                           | 98                 | 10                 | 6                  | 240   | 20    | 17      |

- a. ^ Jogos da Copa do Brasil
- b. ^ Jogos da Copa Sul-Americana
- c. ^ Jogos do Campeonato Mineiro, Campeonato Carioca, Campeonato Paulista, Partida amistosa, Troféu Asa Branca, Taça Chico Science e Primeira Liga do Brasil

|          | Data                    | Local                                                   | Resultado | Adversário          | Gols | Assist. | Competição                      |
| -------- | ----------------------- | ------------------------------------------------------- | --------- | ------------------- | ---- | ------- | ------------------------------- |
| Flamengo |                         |                                                         |           |                     |      |         |                                 |
| 223.     | 21 de janeiro de 2016   | Castelão, Fortaleza, Brasil                             | 3–3 (3–4) | Ceará               | 0    | 1       | Troféu Asa Branca de 2016       |
| 224.     | 24 de janeiro de 2016   | Arruda, Recife, Brasil                                  | 1–3       | Santa Cruz          | 0    | 0       | Taça Chico Science de 2016      |
| 225.     | 27 de janeiro de 2016   | Mineirão, Belo Horizonte, Brasil                        | 2–0       | Atlético Mineiro    | 0    | 0       | Primeira Liga do Brasil de 2016 |
| 226.     | 30 de janeiro de 2016   | Giulite Coutinho, Mesquita, Brasil                      | 1–1       | Boavista            | 0    | 0       | Campeonato Carioca de 2016      |
| 227.     | 24 de fevereiro de 2016 | Moacyrzão, Macaé, Brasil                                | 1–0       | Cabofriense         | 0    | 0       | Campeonato Carioca de 2016      |
| 228.     | 5 de março de 2016      | Raulino de Oliveira, Volta Redonda, Brasil              | 3–1       | Bangu               | 0    | 0       | Campeonato Carioca de 2016      |
| 229.     | 26 de março de 2016     | Raulino de Oliveira, Volta Redonda, Brasil              | 0–1       | Volta Redonda       | 0    | 0       | Campeonato Carioca de 2016      |
| 230.     | 17 de abril de 2016     | Moacyrzão, Macaé, Brasil                                | 3–0       | Bangu               | 0    | 0       | Campeonato Carioca de 2016      |
| 231.     | 25 de julho de 2016     | Kléber Andrade, Cariacica, Brasil                       | 2–1       | América Mineiro     | 0    | 0       | Campeonato Brasileiro de 2016   |
| 232.     | 31 de julho de 2016     | Couto Pereira, Curitiba, Brasil                         | 2–0       | Coritiba            | 0    | 0       | Campeonato Brasileiro de 2016   |
| 233.     | 3 de agosto de 2016     | Arena Pantanal, Cuiabá, Brasil                          | 0–0       | Santos              | 0    | 0       | Campeonato Brasileiro de 2016   |
| 234.     | 6 de agosto de 2016     | Kléber Andrade, Cariacica, Brasil                       | 1–0       | Atlético Paranaense | 0    | 0       | Campeonato Brasileiro de 2016   |
| 235.     | 13 de agosto de 2016    | Itaipava Arena Pernambuco, São Lourenço da Mata, Brasil | 0–1       | Sport               | 0    | 0       | Campeonato Brasileiro de 2016   |
| 236.     | 24 de agosto de 2016    | Orlando Scarpelli, Florianópolis, Brasil                | 2–4       | Figueirense         | 0    | 0       | Copa Sul-Americana de 2016      |
| 237.     | 21 de setembro de 2016  | David Arellano, Santiago, Chile                         | 1–0       | Palestino           | 0    | 0       | Copa Sul-Americana de 2016      |
| 238.     | 28 de setembro de 2016  | Kléber Andrade, Cariacica, Brasil                       | 1–2       | Palestino           | 0    | 0       | Copa Sul-Americana de 2016      |
| 239.     | 9 de outubro de 2016    | Pacaembu, São Paulo, Brasil                             | 3–0       | Santa Cruz          | 0    | 0       | Campeonato Brasileiro de 2016   |
| 240.     | 23 de outubro de 2016   | Maracanã, Rio de Janeiro, Brasil                        | 2–2       | Corinthians         | 0    | 0       | Campeonato Brasileiro de 2016   |

## Títulos
Ipatinga
- Campeonato Mineiro do Interior: 2010
- Taça Minas Gerais: 2011

Nova Iguaçu
- Troféu Edilson Silva: 2012

Corinthians
- Copa do Mundo de Clubes da FIFA: 2012

Ponte Preta
- Campeonato Paulista do Interior: 2013

Santos
- Campeonato Paulista: 2015